# قوائم الروافع في جسم الإنسان
الروافع، هو مصطلح تشريحي للحركة في الاتجاه الفوقي.

## العضلات
- الارتفاع من الكتف على الكتف (على سبيل المثال دون الالتفات الكتفين) ما يلي:
  - عضلات الرافعة الرافعة
  - العضلات المعينية الكبرى والعضلات المعينية الصغيرة
  - العضلة شبه المنحرفة
- ارتفاع الأضلاع
  - العضلة الصدرية الصغيرة
  - عضلات سكالين
- الفك الأسفل
  - العضلات الجناحية الإنسي
- الشفة العليا
  - رافع الشفاطة
- الشفة العليا وجناح الأنف
  - رافع الشفة عضلة ناعمة العضلات
- زاوية الفم
  - رافعات أنغولي أوريس
- الجفن العلوي
  - الرافعة الخطاف العضلة المتفوقة
- مقلة العين
  - العضلة المستقيمة العليا